# Richard Corbet
Sir Richard Corbet of Moreton Corbet (* 1451; † 1493) war ein englischer Ritter während der Rosenkriege.

## Leben
Richard Corbet war der Sohn und Erbe von Sir Roger Corbet, Gutsherr von Moreton Corbet in Shropshire, aus dessen Ehe mit Elizabeth Hopton. Am 26. Mai 1465 wurde er anlässlich der Krönung von Elizabeth Woodville als Queen Consort im Tower of London zum Knight of the Bath geschlagen. Beim Tod seines Vaters war er noch nicht volljährig, weswegen er kurzzeitig unter der Vormundschaft von Walter Devereux, 1. Baron Ferrers of Chartley stand, dessen Tochter Elisabeth er heiratete. Er kämpfte 1469 in der Schlacht von Edgecote Moor unter William Herbert, 1. Earl of Pembroke, der ein angeheirateter Onkel seiner Gattin war. William Herbert war zu dieser Zeit der Vormund von Henry Tudor, dem späteren Heinrich VII., und als William Herbert bei der Schlacht in Gefangenschaft geriet und anschließend hingerichtet wurde, brachte Corbet den jungen Henry Tudor aus der Gefahr in Sicherheit zurück nach Weobley, einem Besitz der Familie Herbert in Herefordshire. In einer späteren Petition an Heinrich VII. erwähnt Corbet diesen Umstand nochmals, um den König für sein Ansinnen wohlwollend zu beeinflussen. Die Antwort des Königs ist aber nicht überliefert. 1471 nahm er auf der Seite von Eduard IV. an der Schlacht von Tewkesbury teil. Als Corbet volljährig wurde, erhielt er die Ländereien seines Vaters.
Unter Eduard IV. wurden Corbet mehrere Aufgaben übertragen, wie z. B. im Februar 1474 zusammen mit Anthony Woodville, 2. Earl Rivers die Ordnung der königlichen Lehen in Herefordshire herzustellen. 1475 begleitete Corbet den König auf dessen Frankreichfeldzug. 1483 diente er unter Richard III., als er zusammen mit Humphrey Stafford die Aufgabe bekam, in Herefordshire Verräter und Rebellen ausfindig zu machen und auszuliefern.
Als Henry Tudor mit seiner Armee 1485 in Wales landete und Richtung Osten marschierte, schloss sich Corbet ihm in Shrewsbury an und kämpfte am 22. August 1485 in der Schlacht von Bosworth für Tudor gegen Richard III. und seinen Schwiegervater Walter Devereux, 1. Baron Ferrers of Chartley. 1491/92 diente Corbet noch in Frankreich, er starb im Frühjahr 1493.

## Familie und Nachkommen
Corbet war verheiratet mit Elizabeth Devereux, einer Tochter von Walter Devereux, 1. Baron Ferrers of Chartley. Mit ihr hatte er mehrere Kinder, darunter:
- Robert Corbet of Moreton Corbet
- George Corbet
- Katherine Corbet ⚭ Thomas Olleslow of Rodington
- Mary Corbet ⚭ Thomas Lacon of Willey
- Anne Corbet ⚭ Thomas Cornewall of Burford
- Elizabeth Corbet ⚭ Thomas Trentham of Shrewsbury
- Margaret Corbet ⚭ Richard Clywe of Walford

Seine Witwe heiratete später Sir Thomas Leighton (1454–nach 1513), Knight of the Shire für Shropshire.